# Maiko (geisha)
Pour les articles homonymes, voir Maiko.
 (août 2014).
Si vous disposez d'ouvrages ou d'articles de référence ou si vous connaissez des sites web de qualité traitant du thème abordé ici, merci de compléter l'article en donnant les références utiles à sa vérifiabilité et en les liant à la section « Notes et références ».

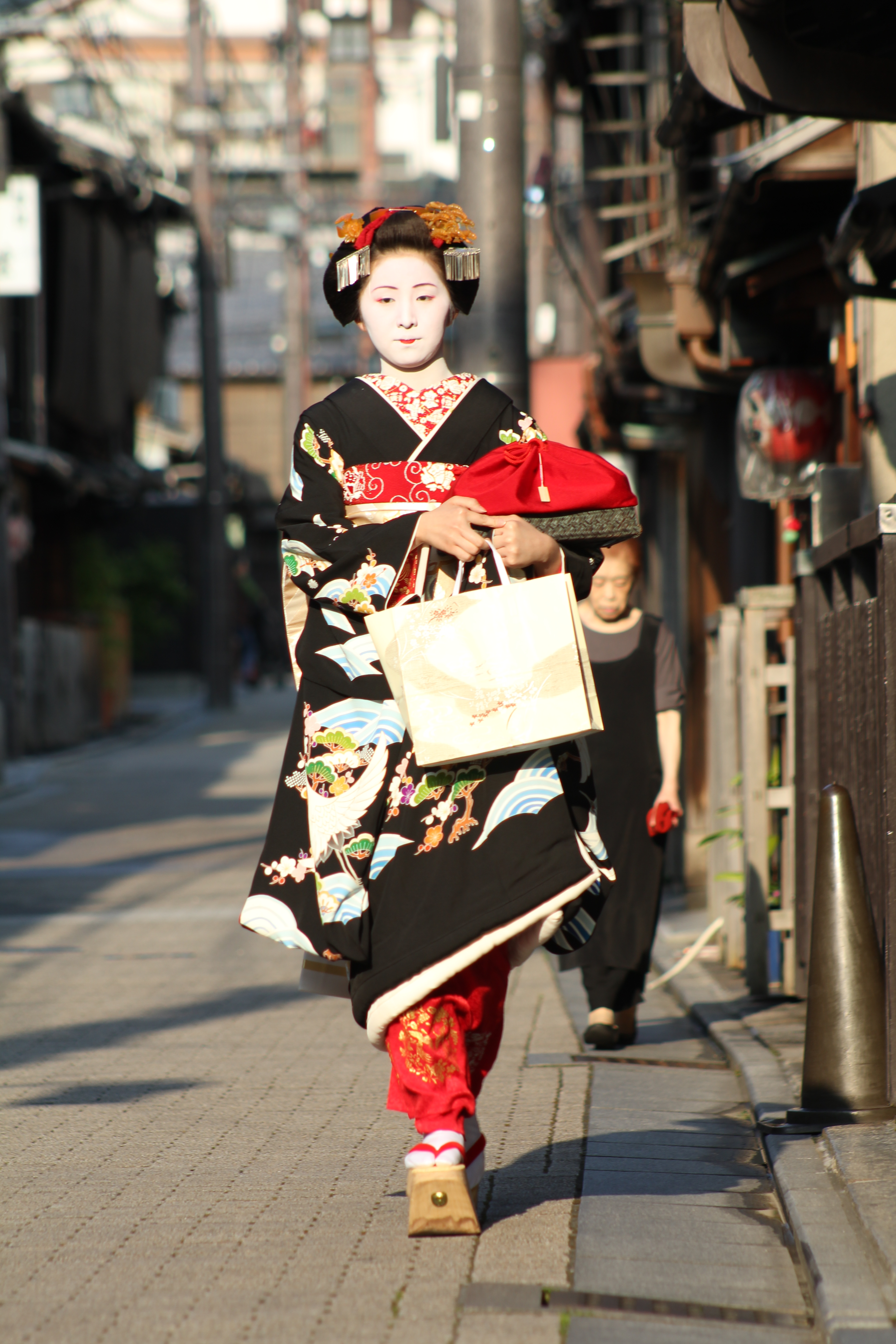
Misedashi, jour où une jeune fille devient maiko. Deux kanzashi pendent sur les côtés de sa coiffure.

Une maiko (舞妓) est une apprentie geisha dans l'ouest du Japon, en particulier à Kyoto. Son emploi consiste à chanter, danser et jouer du shamisen (instrument japonais à trois cordes) pour les visiteurs à l'occasion des fêtes. Les maiko sont généralement âgées de 15 à 20 ans et deviennent geishas après avoir appris à danser le buyō (danse traditionnelle japonaise que l'on joue au théâtre), à jouer du shamisen et à parler le Kyō-kotoba (dialecte de Kyoto), quelles que soient leurs origines.

## Origine
L'origine des maiko remonte aux femmes qui servaient le thé vert et le dango (boulette japonaise à base de farine de riz) aux visiteurs du Kitano Tenman-gū ou du Yasaka-jinja (les deux célèbres sanctuaires de Kyoto) dans des salons de thé de la ville-temple il y a environ 300 ans[Quand ?]. Elles ont progressivement commencé à chanter et à danser pour les visiteurs.

## Apparence

### Coiffure
La coiffure d'une maiko est appelée nihongami (coiffure japonaise traditionnelle datant de l'époque d'Edo). Elles arrangent leur coiffure avec leurs propres cheveux. Une maiko porte des kanzashi (accessoires japonais traditionnels pour cheveux) dans sa chevelure avec des fleurs de saison. La coiffure change selon les années d'expérience qu'elle possède.

### Habit
Contrairement aux geishas qui portent le obi en « nœud de tambour » (太鼓結び, taiko musubi), les maiko portent des kimonos fermés par un obi « en traîne » (だらり帯, darari obi), avec un nœud qui remonte jusqu'aux omoplates, le bout du obi pendant presque à terre, bout qu'elles relèvent habituellement de leur main gauche pour pouvoir se déplacer.  
Le col de la chemise de dessous qui est visible au dessus du col du kimono est rouge — couleur associée à l'enfance — pour les maiko, et blanc pour les geishas confirmées.  
Les maiko portent des sandales très épaisses, appelées okobo.  

### Maquillage
Le maquillage est une opération délicate, et les maiko se font souvent aider par leur okāsan ou par une maquilleuse lorsqu'elles débutent. 
Le visage, la nuque et le cou sont teintés en blanc avec une poudre nommée oshiroi. Les geishas ont les lèvres entièrement teintes en rouge. Chez les maiko, lors de leur première année d'exercice, seule la lèvre inférieure est teinte pour signifier qu'elle est nouvelle et inexpérimentée.

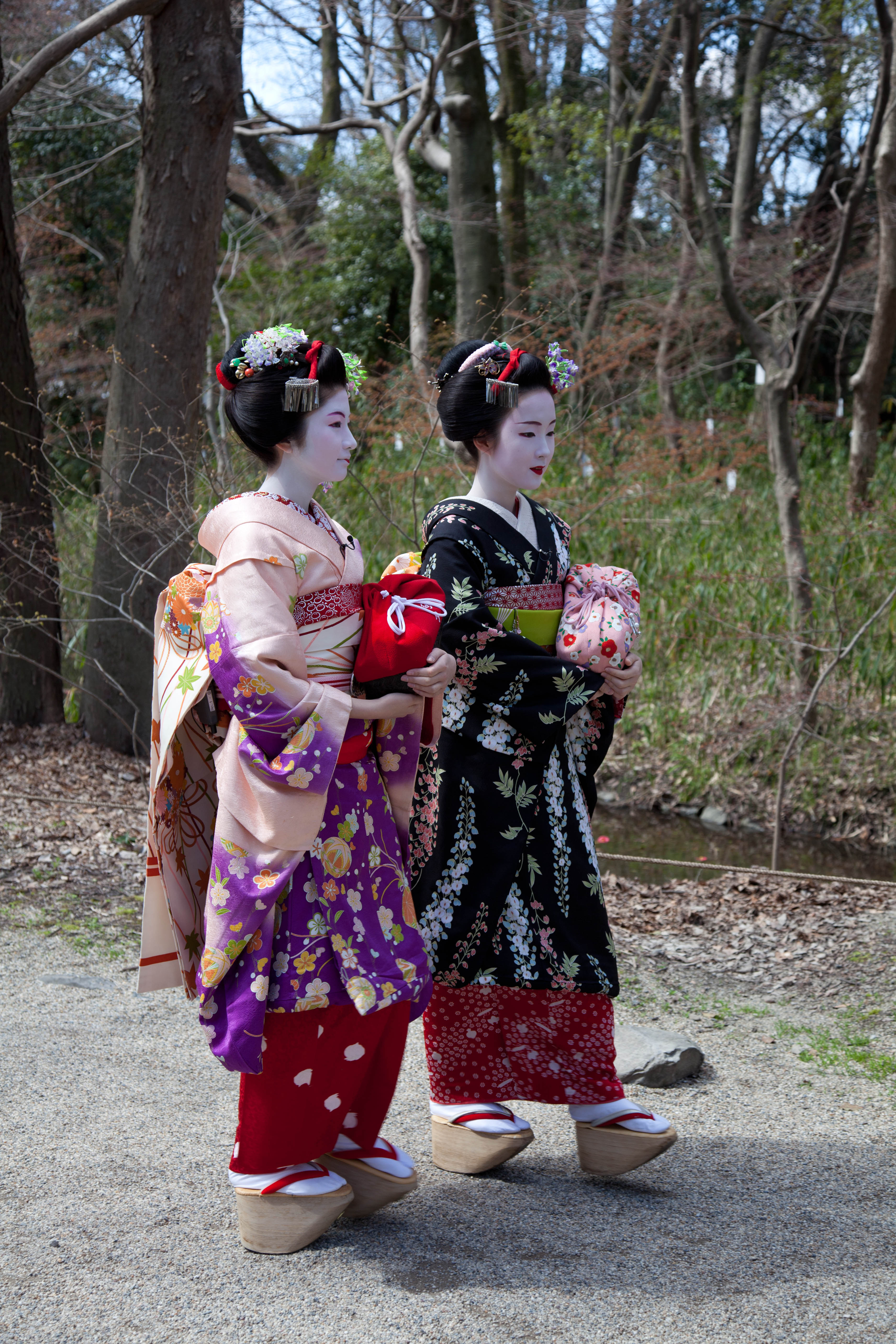
Deux maiko de Kyoto.
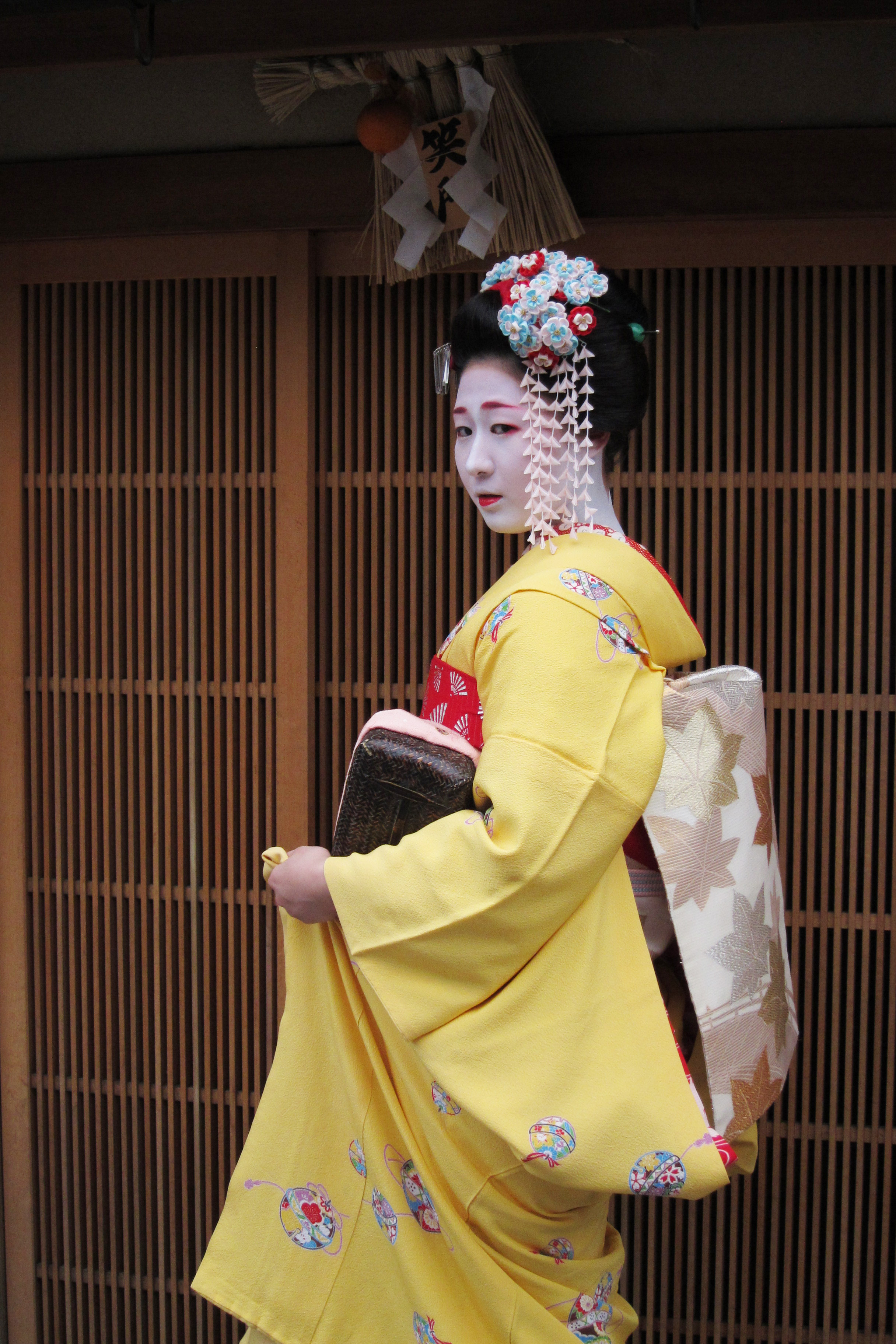
Une maiko porte un shidare kanzashi, composé de longues chaînes de fleurs en soie.
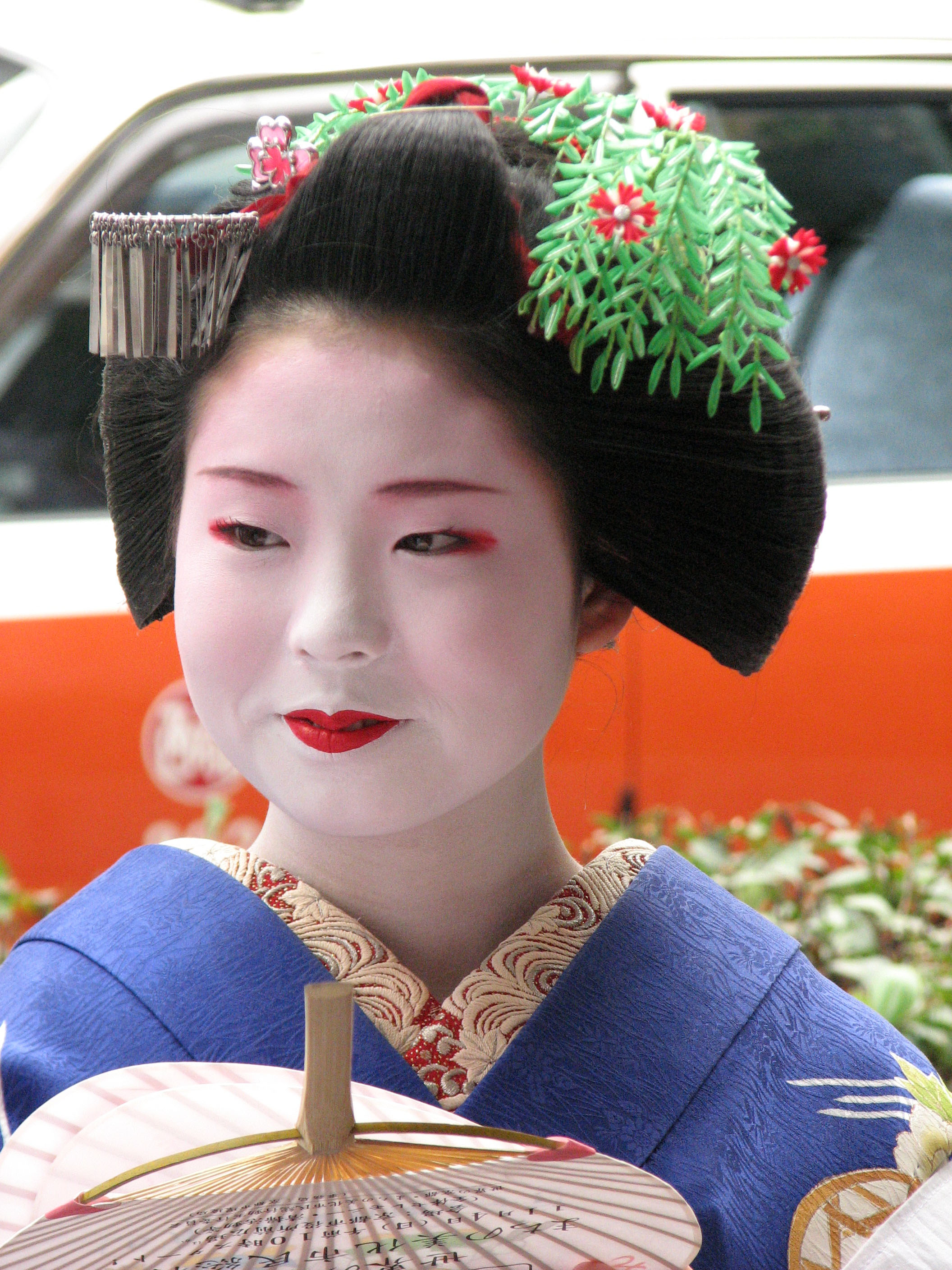
Maiko avec un kanzashi saule.

## Formation et tâches
La première année d'une maiko est entièrement consacrée à l'apprentissage, et elle ne commence à travailler qu'à partir de la seconde année dans la maison de thé qui l'a recrutée. 
Dans la matinée, les maiko prennent des leçons afin de parfaire leur formation et elles travaillent le soir, de 18 heures jusqu'à environ minuit ou une heure du matin.
Récemment[Quand ?], leurs activités se sont élargies pour inclure des visites dans les établissements de soins infirmiers ou les hôpitaux[réf. nécessaire]. Certaines maiko sont également envoyées à l'étranger[réf. nécessaire].

## Lesmaikodans la culture
- 2012 et 2013 : Reversal manga de Kemuri Karakara (it) en 2 tomes qui met en scène Ayame, jeune maiko prise au piège dans un Kyoto issu d'un univers « inversé ».
- 2016 : La Maison des maiko, manga de Aiko Koyama.
- 2022 : Makanai, dans la cuisine des maiko de Hirokazu Kore-eda, série Netflix, d'après le manga de Aiko Koyama[5].